# グラグル・シンプソン
グラグル・シンプソン（英: Graggle Simpson）またはガンブリーもしくはガムリー（英: Gumbly）は、アメリカ合衆国のテレビアニメシリーズ『ザ・シンプソンズ』に登場すると捏造されたメタフィクションのキャラクター、インターネット・ミーム。インターネット上では、このキャラクターは元々シンプソン家の一員だったものの、後付け設定により排除されたと風刺的に主張されている。このミームの背後には、マンデラ効果とそれを信じる者を風刺するという意図が存在する。このキャラクターは大きな口と3本の髪の毛を持ち、全身が黄色で、服を着ておらず、人間に似た生物として描かれることが多い。
グラグルに関して、『ザ・シンプソンズ』の作者であるマット・グレイニングが自分自身を登場させたものであった、ファンの間で非常に愛されたキャラクターであった、あるいは視聴者の反応が悪かったために排除された、番組の質が低下したことを受けて後期に風刺的な形で追加されたなどと主張されることもある。グラグルを描いたファンメイド作品として、ファンアート、レタッチされたカバーアート、グラグルが他のキャラクターと共に映っている『ザ・シンプソンズ』のスクリーンショットや映像、2003年のゲーム『ザ・シンプソンズ:ヒット&ラン』のMODなどがある。

## 起源
このキャラクターは2022年に拡散されて多くの注目を集めることになったが、発端は2015年に日本の電子掲示板・2ちゃんねるの匿名ユーザーが、2ちゃんねる内の実況板「なんでも実況J板」（略称：なんJ）におけるマスコットである「なんJ民」と呼ばれるキャラクターを『ザ・シンプソンズ』のスクリーンショットに加えた画像を投稿したことである。英語圏では、2021年初頭の4chanでの投稿で初めて言及された。その投稿ではグラグルがマット・グレイニングのペルソナを表していたというかつての解釈を確立しており、「イエロー・マット」や「ウィアード・マット」という名前でも紹介されていた。ガンブリーという名前は、『ザ・シンプソンズ』シーズン17のエピソード『お墓の隣りじゃ眠れない!』にカメオ出演したクレイアニメのキャラクターであるガンビー (Gumby) に由来しているという説がある。